# 272 Dywizja Strzelecka (ZSRR)
272 Dywizja Strzelecka (ros. 272-я стрелковая дивизия) – jedna z dywizji piechoty w strukturze organizacyjnej Armii Czerwonej. Utworzona w rejonie Tichwina w lipcu 1941. Jej oddziały wzięły udział w operacji pomorskiej, m.in. w zajęciu Koszalina 4 i 5 marca i bitwie o Kołobrzeg (7–18 marca 1945) w składzie 2 Frontu Białoruskiego. Uzyskała honorowe nazwy „Świrska” (od rzeki Świr) i „Pomorska”.

## Skład w marcu 1945
- 1061 pułk piechoty
- 1063 pułk piechoty
- 1065 pułk piechoty